# Hòa Đồng
Hòa Đồng là một xã thuộc huyện Tây Hòa, tỉnh Phú Yên, Việt Nam.
Xã Hòa Đồng có diện tích 15 km², dân số năm 1999 là 14605 người, mật độ dân số đạt 974 người/km².

## Hành chính
Xã Hòa Đồng gồm 7 thôn :
- thôn Phú Diễn Ngoài
- thôn Phú Diễn Trong
- thôn Mỹ Thuận Ngoài
- thôn Mỹ Thuận Trong
- thôn Phú Phong
- thôn Phú Mỹ
- thôn Vinh Ba